# Người sói Wolverine
Người sói Wolverine (tựa gốc tiếng Anh: The Wolverine) là bộ phim thể loại siêu anh hùng của sản xuất năm 2013 trong thể loại truyện tranh của hãng Marvel dựa trên nhân vật Wolverine. Bộ phim được phân phối bởi hãng phim 20th Century Fox, là phần thứ 6 trong series phim X-Men. Phim do James Mangold đạo diễn với kịch bản của Scott Frank và Mark Bomback, với sự góp mặt của Christopher McQuarrie, cốt truyện dựa trên series truyện tranh ngắn Wolverine vào năm 1982 của Chris Claremont và Frank Miller. Trong bộ phim sau một loạt sự kiện trong X-Men: The Last Stand, Logan đi công tác đến Nhật Bản, nơi anh ta đã cứu sống một người lính trong chiến tranh Thế giới thứ II. Bảo vệ được khả năng bất tử của mình, Wolverine phải chiến đấu với những samurai lợi hại trong khi vừa phải xoay xở với vết thương.
Quá trình phát triển của bộ phim bắt đầu năm 2009 sau sự phát hành của phim X-Men Origins: Wolverine. McQuarrie đã bí mật viết kịch bản phim The Wolverine vào tháng 8 năm 2009. Vào tháng 10 năm 2010, Darren Aronofsky cũng bí mật đạo diễn bộ phim. Dự án này bị hoãn do trận động đất sóng thần ở Tōhoku vào tháng 3 năm đó. Aronofsky cũng quyết định không tham gia nữa.
Tháng 6 năm 2011, Mangold được bổ nhiệm thay thế cho Aronofsky. Bomback sau đó cũng bí mật viết lại kịch bản vào tháng 9 năm 2011. Dàn diễn viên sự bị được tuyển vào tháng 7 năm 2012 với nhiếp ảnh chính bắt đầu vào cuối tháng đó quanh New South Wales trước khi đến Nhật Bản vào tháng 8 năm 2012 và trở lại New South Wales vào tháng 10 năm 2012. Bộ phim được chuyển thành thể 3D sau khi sản xuất.
Phim Người Sói được phát hành vào ngày 24 tháng 7 năm 2013 ra nhiều thị trường quốc tế và được phát hành vào ngày 25 tháng 7 năm 2013 ở Úc, và vào ngày 26 tháng 7 năm 2013 ở Mĩ và có được những đánh giá tích cực. Bộ phim thu về $414.8 triệu đô trên toàn thế giới, gấp 3.5 lần so với kinh phí sản xuất của nó là $120 triệu đô, và là bộ phim có doanh thu cao nhất trong series phim X-men.

## Nội dung
Năm 1945, Logan, Wolverine, bị giam giữ tại trại POW ở Nhật Bản thành phố Nagasaki. Trong trận bom nguyên tử ở Nagasaki, Logan đã cứu một sĩ quan tên Yashida và che chắn cho anh ta khỏi phóng xạ.
Hiện tại, Logan đang sống ẩn dật ở Yukon, bị dày vò bởi ảo giác của người yêu cũ Jean Grey, người mà Logan bắt buộc phải giết (trong đoạn cuối của phim X-Men: The Last Stand). Yukio đã tìm ra chỗ của Logan nhân danh Yashida, Yukio cũng là người đột biến với khả năng có thể tiên đoán được cái chết của con người, bây giờ cô là giám đốc của công ty Zaibatsu. Yashida, người đang kiệt quỵ bởi ung thư, muốn Logan đi cùng Yukio đến Nhật Bản để ông ta có thể trả ơn món nợ của mình.
Ở Tokyo, Logan gặp con trai của Yashida, Shingen, và cháu gái của ông ta Mariko. Tại đó, Yashida đề nghị truyền lại khả năng tự phục hồi của Logan vào cơ thể của ông ta, do đó có thể cứu Yashida và giải thoát kiếp bất tử cho Logan mà anh nghĩ đó là một lời nguyền. Logan từ chối lời đề nghị đó và chuẩn bị ra về ngày hôm sau. Đêm đó, bác sĩ của Yashida, Green (hay còn gọi là loài rắn độc), đã tiêm thứ gì đó vào cơ thể của Logan nhưng Logan bỏ qua tưởng chừng nó như một giấc mơ.
Sáng ngày hôm sau, Logan được thông báo rằng Yashida đã qua đời. Tại đám tang, bang khủng bố Yakuza tính kế bắt cóc Mariko, nhưng Logan và Mariko cùng nhau trốn thoát đến đô thị ồn ã Tokyo. Logan bị bắn và vết thương của anh không lành lại nhanh như thường lệ. Sau khi đánh nhau với vài bọn Yakuza trên tàu siêu tốc, Logan và Mariko trốn tại một nhà trọ dành cho tình nhân địa phương. Cùng lúc đó, lính gác của Yashida là Harada gặp bác sĩ Green, người sau khi tiết lộ sức mạnh của mình cho Harada, yêu cầu anh đi tìm Logan và Mariko.
Logan và Mariko tìm đến nhà của Yashida ở Nagasaki, và dần dần cả hai có tình cảm với nhau. Khi đó, Yukio đã được báo mộng về cái chết của Logan, và cô đã đi để cảnh báo anh. Trước khi Yukio đến, Mariko bị bọn Yakuza bắt cóc. Sau khi chất vấn một trong những tên bắt cóc, Logan và Yukio chạm trán với hôn phu của Mariko là Noburo Mori - Bộ trưởng pháp lý, một tên vô trách nhiệm lại đồi bại. Mori thú nhận rằng ông ta đã thông đồng với Shingen để cho Mariko bị giết vì Yashida để lại toàn quyền quản lý công ty cho Mariko chứ không phải Shinghen.
Mariko bị mang đến một tòa nhà của Yashida trước Shinghen khi Harada dẫn đầu đoàn ninja tấn công và bắt Mariko đi. Logan và Yukio đến ngay sau đó, sử dụng máy chụp x-quang của Yashida và phát hiện ra có một con ký sinh điện tử gắn trong tim của Logan để hạn chế khả năng tự phục hồi của anh. Logan đã mổ phanh cơ thể mình và phá hủy thiết bị trong tim anh. Trong quá trình phẫu thuật, Shinghen định tấn công Logan nhưng Yukio đã giữ chân hắn ta để Logan có thể phục hồi và sau đó đã giết được hắn.
Logan lần theo dấu vết của Mariko đến ngôi làng Yashida sinh ra, nơi anh ấy bị ninja của Harada bắt giữ. Logan bị bác sĩ Green trói chặt trong một cái máy, và cô ta đã lấy đi khả năng tự phục hồi của Logan, rồi giới thiệu anh với Samurai Bạc, một chiến binh armuor Nhật được trang bị với một thanh kiếm được làm từ adamantium. Mariko trốn thoát khỏi Harada, người tin rằng sẽ luôn bảo vệ cho Mariko, và cô ấy quyết định giải cứu Logan khỏi cái máy. Harada nhận ra lỗi của mình và sau đó lại bị giết hại bởi Samurai Bạc lúc đang giúp Logan trốn thoát.
Mariko trở thành tổng giám đốc của tập đoàn Yashida. Cô phải chia tay Logan bởi anh ấy sẽ chuẩn bị rời khỏi Nhật Bản. Yukio thề rằng sẽ ở bên Logan như một vệ sĩ., và họ cứ đi mặc dù chưa xác định được điểm đến.
Trong cảnh kết thúc phim, Logan trở về Mĩ sau hai năm và khi ở sân bay, anh ấy gặp lại Magneto. Magneto cảnh cáo Logan về một mối đe dọa mới nghiêm trọng đối với giống loài đột biến. Giáo sư X điều khiển tâm trí mọi người lúc đó khẳng định rằng ông có một số mánh khóe có thể trở về từ cái chết.

## Diễn viên/Nhân vật
- Hugh Jackman vai Logan / Wolverine, một dị nhân người mà có khả năng phục hồi phi thường với bộ xương được hòa với adamantium, gần như làm anh bất tử. Jackman, người đóng chính vai Wolverine trong serie phim phim X-Men, cũng đồng sản xuất bộ phim với công ty của anh là Seed Productions.[5] Về nhân vật này, Jackman coi Wolverine như "một người ngoài cuộc cuối cùng" và cho rằng " cuộc chiến vĩ đại, tôi luôn nghĩ cùng Wolverine, là cuộc chiến với chính mình".[6] Nói về cuộc đấu tranh về sự bất tử của mình, Logan nhận xét "Anh ta nhận ra rằng tất cả những người anh yêu đều chết và cuộc đời của anh thì đầy đau khổ. Thế nên sẽ tốt hơn nếu anh ta trốn đi. Anh ta không thể chết. Anh ta chỉ muốn tránh xa mọi thứ." [7] Jackman nói rằng anh phải ăn 6 bữa một ngày để chuẩn bị cho vai diễn.[8] Jackman liên lạc với Dwayne Johnson để lấy lời khuyên để hoàn thiện bộ phim. Johnson đã gợi ý rằng trong vòng 6 tháng, Jackman phải tăng 1 pound/tuần, bằng cách hấp thụ 6,000 calo một ngày bao gồm " phần ăn khủng có thật nhiều thịt gà, thịt bò và cơm".[9]
- Tao Okatomo vai Mariko Yashida, là cháu gái của Yashida. Logan bảo vệ Mariko vì cuộc sống của cô ấy bị đe dọa như là một kết quả tất yếu của những ý định của ông cô. Còn về tính cách của nhân vật, Okamoto nói rằng Mariko không còn dễ gục ngã nữa, cô rất thành thạo karate và giỏi ném dao.[10]
- Rila Fukushima vai Yukio, là người đột biến với khả năng tiên đoán tương lai và là trong những sát thủ nguy hiểm của gia tộc nhà Shingen.[11][12][13] Fukushima nói rằng "Nhân vật của tôi rất mạnh mẽ. Yukio và Wolverine có khá nhiều điểm chung. Cô ấy chăm sóc cho Logan và anh ấy lại chăm sóc cô. "[10] Mangold đã miêu tả Yukio như một chiến binh lợi hại người mà "vừa gợi cảm nhưng cũng màu sắc như vừa bước ra khỏi thế giới hoạt hình anime."[7]
- Hiroyuki Sanada vai Shingen Yashida, là cha của Mariko và vừa là đối thủ của chính công ty của cha mình.[11]
- Svetlana Khodchenkova vai Dr. Green / Viper, là người đột biến, người có khả năng miễn dịch với mọi độc tố.[7][14] Về nhân vật của cô ấy, Khodchenkova nói rằng "Viper thực sự chẳng quan tâm đến nhiều người, hầu hết bọn họ đều được cô sử dụng cho muc địch cá nhân của cô ấy". "[10] Mangold nói rằng "Tên của Viper đã mang sẵn hàm ý cô ta như một loài rắn độc và chính vì thế mà Viper coi Logan như "một thợ săn kinh nghiệm có thể bắn chết con hổ ngay trong hang của mình".[7]
- Will Yun Lee vai Kenuichio Harada, là người yêu cũ của Mariko và là người cầm đầu gia tộc Ninja Đen. Anh ta đã thề rằng sẽ bảo vệ gia đình Yasiada. Lee nói rằng anh đã phải trải qua một khóa học dạy kiếm rất khắt khe để phục vụ vai diễn.[10][15]
- Haruhiko Yamanouchi vai  Yashida, chủ tịch tập đoàn Yashida, một tập đoàn công nghệ zaibatsu.[11]
- Brian Tee vai Noburo Mori, là Bộ trưởng tư pháp tham nhũng, người chuẩn bị kết hôn với Mariko.[15]
- Famke Janssen vai Jean Grey, là người đột biến và là thành viên cũ của hội Người đột biến; cô bị Logan giết trong cảnh cuối phim "X-Men: The Last Stand".  Jackman nói rằng "Không có nghi ngờ gì khi mối quan hệ quan trọng nhất cuộc đời anh ấy (như chúng ta đã thấy trong phim) là mối quan hệ với Jean Grey. Đúng, chúng ta đã nhìn thấy cô ấy chết ở cảnh cuối phim X-Men: The Last Stand, nhưng trong bộ phim, cô ấy có một sự hiện diện mà tôi nghĩ là quan trọng đối với bộ phim, đặc biệt cho Logan đối mặt với những điều khó khăn nhất của chính mình."[16]

Thêm vào đó còn có Patrick Stewart và Ian McKellen tham gia với vai trò khách mời vai Giáo sư Charles Xavier và Magneto trong cảnh cuối phim.

## Sản xuất

### Quá trình phát triển
—Hugh Jackman
Vào thánh 9 năm 2007, Gavin Hood, đạo diễn bộ phim X-Men Origins: Wolverine, đã đưa ra ý kiến rằng sẽ có phần tiếp theo mà đã được đặt bối cảnh ở Nhật Bản. Trong một trong những cảnh ở phần chạy chữ cuối phim Logan được nhìn thấy đang uống rượu trong một quán bar tại Nhật Bản. Quả là một vị thế mà Wolverine (comic book) của Chris Claremont và Frank Miller đặt lên nhân vật, điều mà trong bộ phim đầu tiên Jackman cảm thấy rằng việc cần làm là phát triển nhân vật logan và tìm hiểu tại sao anh ấy biến thành Wolverine. Jackman khẳng định rằng bộ series Claremont-Miller chính ra câu chuyên mà anh thích nhất. Trong vòng cung Nhật Bản, Jackman cũng nói rằng " Tôi sẽ không nối dối bạn, tôi đã nói chuyện với nhà văn...và tôi chính là một fan hâm mộ lớn của truyện tranh Nhật Bản trong cuốn truyện phim". " Trước khi bộ phim X-Men Origins: Wolverine's ra mắt, Lauren Shuler Donner hỏi ý kiến Simon Beaufoy để viết kịch bản, nhưng anh ta không đủ tự tin để ủy nhiệm. Vào tháng 4 năm 2009, có thông báo rằng công ty Seed Productions của Jackman đang chuẩn bị cho vài dự án, bao gồm một phần tiếp theo của bộ phim X-Men Origins: Wolverine đang được tiến hành tại Nhật Bản  nhưng cả Jackson và Seed đều không có một khoản tín dụng sản xuất cho phần tiếp theo trong năm 2013. Vào tháng 5 năm 2009, chỉ sau vài ngày sau tuần ra mắt bộ phim X-Men Origins: Wolverine, phần tiếp theo đó chính thức được phê chuẩn.
Christopher McQuarrie, người mà không ai tin vào công viêc của anh trong phim X-Men, lại được thuê viết kịch bản phim cho phần Wolverine tiếp theo vào tháng 8 năm 2009. Theo như Shuler-Donner, phần tiếp theo này sẽ tập trung vào mối quan hệ giữa Wolverine và Mariko, con gái của một tên quan vô lại, và những gì xảy ra tới anh ấy ở Nhật Bản. Wolverine sẽ có phong cách chiến đấu khác do cha của Mariko có " một vũ khí hình như một que gậy. Sẽ có samurai, ninja, người cưỡi katana, nhiều kiểu chiến võ thuật khác như mano-a-mano, rất lợi hại." Cô ấy tiếp tục: " Chúng tôi muốn nó thực hơn nên tôi nghĩ có lẽ chúng tôi sẽ tiếp tục quay tại Nhật Bản. Và tôi cũng nghĩ chắc các nhân vật sẽ nói tiếng Anh hơn là nói tiếng Nhật với phụ đề. " Vào tháng 1 năm 2010, tại lễ trao giải People's Choice Awards, Jackman nói rằng bộ phim sẽ bắt đầu được tiến hành một dịp nào đó trong năm 2011, và vào tháng 3 năm 2010 McQuarrie tuyên bố rằng kịch bản phim đã xong để sản xuất và sẽ bắt đầu vào tháng 1 năm tới. Nguồn tin này cho hay Darren Aronofsky đang thương lượng để đạo diễn bộ phim  sau khi Bryan Singer từ chối lời mời.

### Sản xuất tiền kỳ
—James Mangold
Vào tháng 10 năm 2010, Jackman xác minh rằng Aronofsky sẽ đạo diễn bộ phim. Jackman bình luận rằng với sự dẫn dắt của Aronofsky, Wolverine 2 sẽ không chỉ là một bộ phim "thông thường". "Nó sẽ là, theo tôi hy vọng rằng, một bộ phim thật hoành tráng. Nó sẽ là bộ phim hay nhất. Tôi mong....như tôi đã nói, nhưng tôi thực sự có linh cảm rằng nó sẽ khác. Đây là Wolverine. Đây không phải Popeye. Anh ấy khá tăm tối...Nhưng bạn biết đấy, đây là một cơ hội cho sự tiến triển. Chris McQuarrie, người viết The Usual Suspects, đã viết kịch bản cho bộ phim này, chính điều đó sẽ cho bạn thêm một manh mối khá tốt. [Aronofsky's] sẽ làm bộ phim hoành tráng. Trong phim sẽ có những cảnh thật ngoạn mục. Nó sẽ khiến cho người xem phải suy nghĩ khi rời rạp chiếu phim, chắc chắn đấy". Và cũng ngay trong tháng 10 ấy, có thông báo rằng bộ phim sẽ bắt đầu làm nhiếp ảnh chính vào tháng 3 năm 2011 tại thành phố New York trước khi nhà sản xuất chuyển đến Nhật Bản với phần lớn các cảnh quay.
Trong khi Jackman năm 2008 biểu thị đặc điểm bộ phim từ "phần tiếp theo của phần nguồn gốc", Aronofsky vào thánh 11 năm 2010 nói rằng bộ phim, bây giờ với tên Wolverine, lại là bộ phim "một phần" còn hơn là phần tiếp theo. Cũng vào tháng 11 đó, Fox Filmed Entertainment đã gửi đi một thông cáo báo chí nói rằng họ đã ký kết với Aronofsky và công ty sản xuất Protozoa Pictures của anh ấy với hợp đồng tổng hợp hai năm. Trong hợp đồn đó, Protozoa sẽ phải phát triển và sản xuất phim cho cả hai hãng 20th Century Fox và Fox Searchlight Pictures. Hình ảnh đầu tiên của Aronofsky theo hiệp định này chính là bộ phim The Wolverine.
Vào tháng 3 năm 2011, Aronofsky đã cúi đầu trước cách làm bộ phim này, nói rằng "Bởi vì tôi đã nói chuyện với công tác viên của tôi về bộ phim tại Fox, nó trở nên rõ ràng rằng việc sản xuất bộ phim The Wolverine sẽ giữ tôi ngoài nước khoảng gần một năm... Tôi không cảm thấy thoải mái khi phải xa gia đình trong thời gian dài như vậy. Tôi cũng buồn vì tôi không thể chứng kiến dự án tiến triển, bởi đây là một kịch bản tuyệt vời và tôi lại rất mong đợi được làm việc với bạn tôi, Hugh Jackman, một lần nữa". Fox cũng quyết định rằng không có gì phải vội vàng để bắt đầu sản xuất bởi Nhật Bản đang mắc phải một thiệt hại, đó là trận động đất và sóng thần ở Tōhoku năm 2011. Mặc dù vậy, Jackman nói ràng bộ phim vẫn đang tiến triển tốt. "Vẫn còn quá sớm để đến Nhật Bản, tôi không chắc họ ở đâu. Nên chúng tôi đang tìm một đạo diễn mới, nhưng Fox lại rất lo lắng khi làm phim và chúng tôi đang tiến triển để có thể tìm một đạo diễn mới".

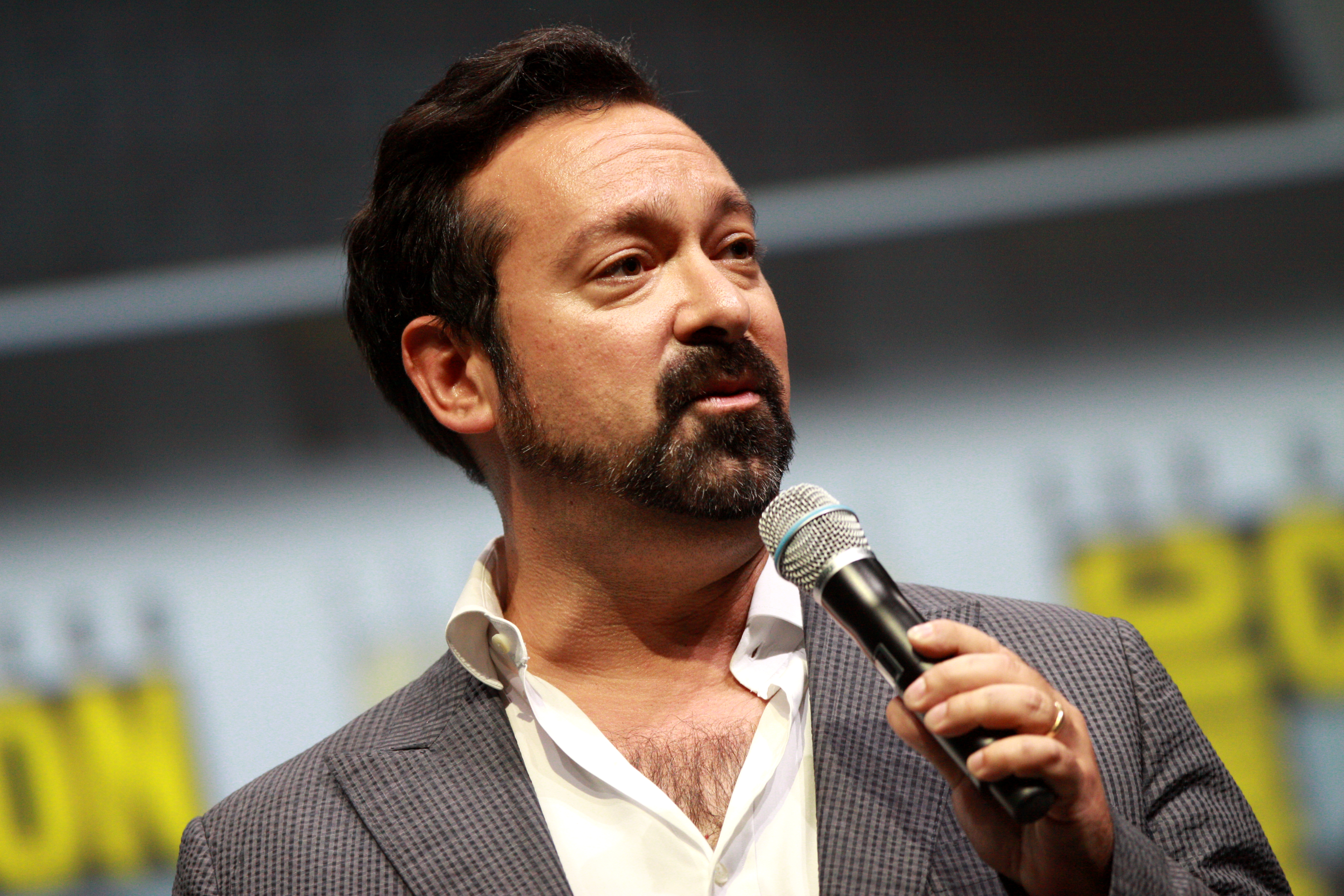
James Mangold tại dịp San Diego Comic Con International năm 2013.

Vào tháng 5 năm 2011, Fox có một danh sách 8 người có thể thay thế Aronofsky, gồm có các đạo diễn José Padilha, Doug Liman, Antoine Fuqua, Mark Romanek, Justin Lin, Gavin O'Connor, James Mangold và Gary Shore. Vào tháng 6 năm 2011, Fox đàm phán với Mangold và có ý định bắt đầu chụp ảnh chính vào mùa thu năm 2011. Vào tháng 7 năm 2011, Jackman nói rằng anh dự định bắt đầu làm phim vào thánh 10 năm 2011 và rằng anh sẽ đánh nhau với Samurai Bạc.
Vào tháng 8 năm 2011, The Vancouver Sun thông báo rằng bộ phim sẽ được quay từ ngày 11 tháng 11 năm 2011 đến ngày 1 tháng 3 năm 2012 tại Công Viên Canadian Motion Picture ở Burnaby, British Columbia. Gần như ngày lập tức, việc quay phim bị trì hoãn cho đến mùa xuân năm 2012, cho nên Jackman có thể thực hiện bộ phim Les Misérables. Vào tháng 9, Mark Bomback được thuê để viết lại kịch bản của McQuarrie. Tại thời điểm đó, Bomback muốn đưa truyện Rogue vào kịch bản, nhưng McQuarrie lại phản đối vì nó quá "ngờ nghệch ngốc nghếch" lại "quan trọng hóa vấn đề". Vào tháng 2 năm 2012, ngày 26 tháng 6 năm 2013 là ngày được ấn định để phát hành bộ phim, và vào tháng 4, việc quay phim được ấn định để bắt đầu vào tháng 8 năm 2012 tại Úc, nơi mà sẽ phục vụ việc này như một vị trí đắc địa vì có sự khuyến khích về thuế tài chính.
Vào tháng 7 năm 2012, các diễn viên Hiroyuki Sanada, Hal Yamanouchi, Tao Okamoto và Rila Fukushima đã casting lần lượt cho các vai diễn Shingen, Yashida, Mariko và Yukio. Thêm vào đó, Will Yun Lee đã casting cho vai Harada, và Brian Tee cho vai Noburo Mori. Cũng vào tháng 7 năm 2012, có thông báo rằng Jessica Biel sẽ đóng vai Viper. Tuy nhiên, tại dịp San Diego Comic-Con International năm 2012, Biel nói rằng vai diễn của cô ấy trong bộ phim " không phải là một thỏa thuận thực hiện", và giải thích rằng, "Mọi người luôn bàn tán về chuyện này. Tôi lại không biết gì về nó. Nó có vẻ quá sớm cho một tuyên bố như vậy". Vài ngày sau, cuộc đàm phán giữa Biel và hãng 20th Century Fox đã sụp đổ. Sau đó vào tháng 7, Fox đã bắt đầu nói chuyện với Svetlana Khodchenkova để tiếp quản vai diễn. Có vẻ hơi bất thường cho loại phim hành động khi mà Wolverine có bốn vai nữ chính và thậm chí còn "thường xuyên vượt qua cả Bechdel Test", theo như tờ Vulture. Mangold ghi chú rằng anh ta viết lên nữ anh hùng để "ai cũng có nhiệm vụ của mình. Họ cũng có việc phải làm, hơn là đối tượng của những chuyện tình cảm", mục đích của việc này là để tránh cái mô típ người phụ nữ yếu đuối hay gặp hiểm nguy.
Vào tháng 8 năm 2012, Guillermo del Toro tiết lộ rằng anh ấy có hứng thú trong việc đạo diễn bộ phim, bởi vì câu chuyện cái cung Nhật Bản là câu chuyện Wolverine mà anh thích. Sau khi gặp Jim Gianopulos và Jackman, del Toro đã từ chối làm phim, và quyết định rằng anh ta không ước để dành ra hai đến ba năm cuộc đời để thực hiện bộ phim này.

### Quá trình làm phim

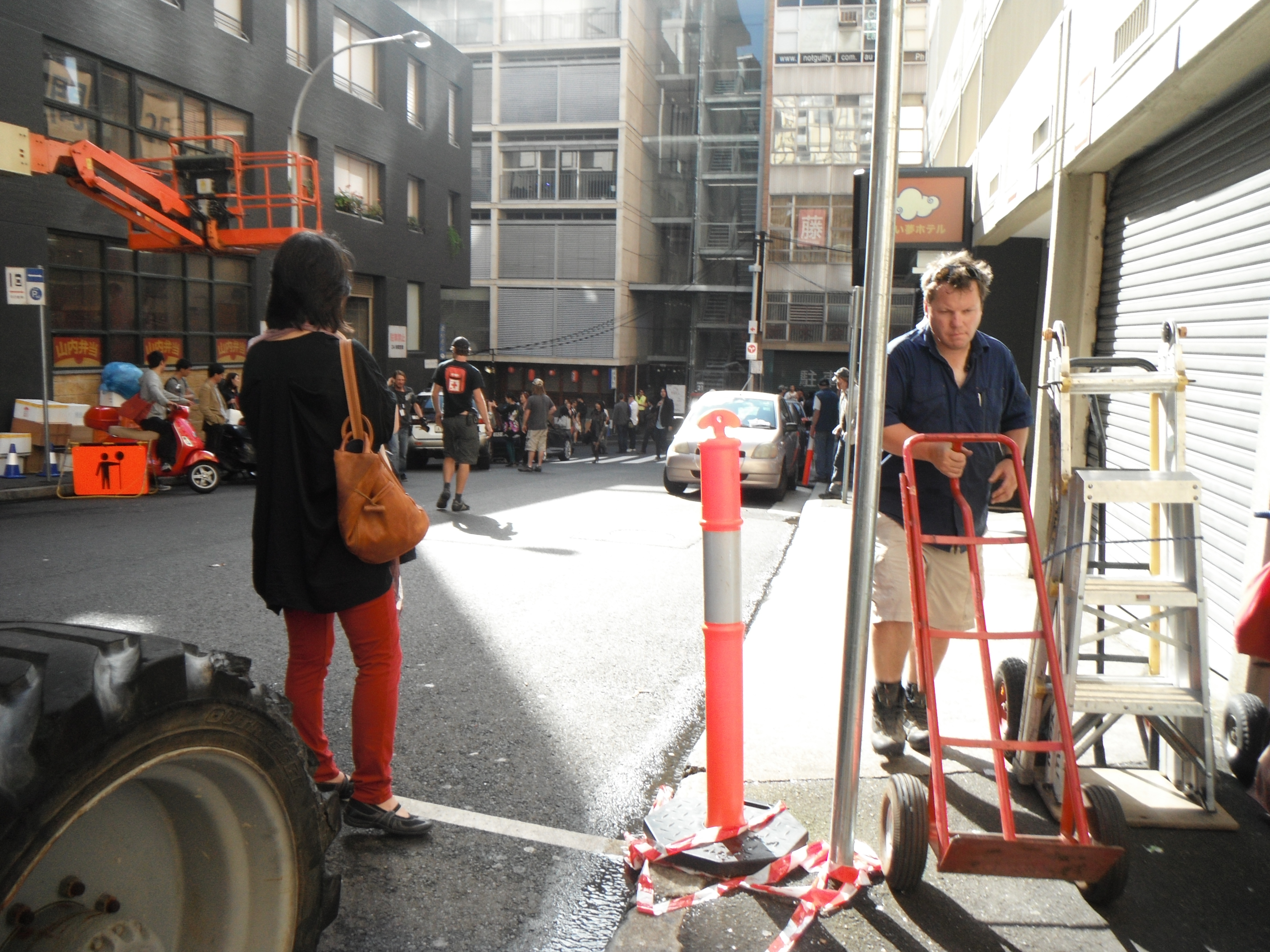
Ê- kíp phim Wolverine làm việc trên phim trường tại Surry Hills, Sydney.

Với khoản đầu tư sản xuất là 120 triệu đô, phim khởi quay vào ngày 30 tháng 7 năm 2012. Một trong những cảnh đầu tiên được thực hiện tại Bonna Point Reserve ở Kurnell, New South Wales, nơi thay thế cho cảnh ở một trại tù nhân chiến tranh ở Nhật Bản. Các cảnh quay ở đó kết thúc vào tháng 8 năm 2012, với lịch sản xuất để tiếp tục quanh Sydney, sau đó là vài tuần ở Nhật Bản trước khi kết thúc vào giữa tháng 11. Ngày 3 tháng 8 năm 2012, nhà sản xuất chuyển tới Picton, nơi thay thế cho vùng thành phố Yukon ở Canada.
Ngày 25 tháng 8 năm 2012, Mangold nói rằng nhà sản xuất chuyển tới Tokyo và bắt đầu quay phim. Vào ngày 4 tháng 11 năm 2012, bộ phim bắt đầu quay tiếp ngoài ga Fukuyama tại Fukuyama, Hiroshima. Các cảnh quay tại Tomonoura, một cảng ở khu Ichichi ở Fukuyama, và kết thúc vào ngày 11 tháng 11 năm 2012.
Vào tháng 8 năm 2012, nhà sản xuất quay lại Sydney với đoàn làm phim trên đường Erskine gần VịnhCockle. Tuần tiếp theo, phim được quay tại Parramatta, nơi thay thế cho cảnh ở thành phố Nhật Bản. Cũng ngay trong tháng 10, Mangold tiết lộ rằng bộ phim sẽ tiếp nối những sự kiện có trong bộ phim X-Men: The Last Stand, anh nói rằng, "Trong mạch truyện xuyên suốt các tập phim thì phim này ở vị trí sau cùng. Jean Grey đã qua đời, hầu hết các dị nhân đã giải tán hoặc đã chết, thế nên lại càng tạo cảm giác cô lập cho [Wolverine]." Mangold sau đó tuyên bố rằng trong cảnh hành động "có sự khẩn cấp, có loại đối kháng tay với tay mà tôi mong rằng nó sẽ khác hoàn toàn so với các phim khác". Ngày 25 tháng 10 năm 2012 nhà sản xuất di chuyển tới Công Viên Sydney Olympic ở miền Tây Sydney. Phim trường được dựng lên thành một làng Nhật Bản bị vùi trong tuyết và quay vào ngày 1 tháng 11 năm 2012. Ngày 10 tháng 11 năm 2012, phim được quay tại một con đường ở Đồi Surry. Phim trường được dựng lên ở đường Brisbane, và được xây cho giống một con đường tại Nhật Bản với những đặc trưng của Nhật Bản cũng như xe cộ xuyên suốt. Phim kết thúc quay vào ngày 21 tháng 11 năm 2012.
Bộ phim được quay lại ở Montreal, bao gồm cảnh cuối phim khi Magneto và giáo sư X cảnh báo Wolverine về mối nguy hiểm mới.

### Sản xuất hậu kì

Hình ảnh ban đầu (trên cùng), hình ảnh động (ở giữa), và hình ảnh hoàn thiện của Samurai Bạc (dưới cùng).

Vào tháng 10 năm 2012, có thông báo rằng bộ phim Wolverine sẽ được chuyển sang thể 3D, và biến bộ phim thành bộ phim đầu tiên dưới dạng 3D được phát hành bởi hãng phim 20th Century Fox's Marvel. Các hiệu ứng hình ảnh trong bộ phim đều được chỉnh sửa bởi Weta Digital, Rising Sun Pictures (RSP), Iloura, và Shade VFX.
Để dựng lại cảnh trận nổ phóng xạ ở Nagasaki, RSP đã nghiên cứu những hiện tượng như núi lửa, thay vì sử dụng những đoạn phim lưu trữ về vụ đánh bom nghuyên tử, họ đã dựng lên bằng hiệu ứng kĩ thuật số. Họ cũng thay thế cảnh quan ở Sydney bằng những cảnh ở Nagasaki. Hình ảnh con gấu đi lại đặc trưng trong cảnh ở Yukon được tạo nên với đồ họa máy tính bởi Weta Digital, trong khi Make-Up Effects Group dựng nên con gấu animatronic cao 12m, nó được sử dụng cho những cảnh quay của động vật chết sau khi bị bắn cung tên lửa bởi thợ săn.
Còn đối với cảnh quay hành động trên tàu cao tốc, các diễn viên chính và đóng thế đã quay trên một sợi dây bao quanh là màn hình xanh. Còn nền chuyển động trong phim thì quay trên một đường cao tốc trên cao ở Tokyo, và được thêm vào sau đó. Giám sát viên hiệu ứng hình ảnh của Weta Digital Martin Hill nói rằng cả đội đã thực hiện "phương pháp Google Street View", và ông giải thích rằng " Nhưng thay vì sử dụng một máy guay toàn cảnh trên chiếc xe van, chúng tôi dựng nên một "giàn khoan" có 8 [camera] Red Epic góc 45 độ với độ phân giải cực cao nên chúng tôi có thể lại xe xuống tất cả các làn đường cao tốc. Chúng tôi thả một ít khí khỏi lốp và giữ nguyên vận tốc 60 km. Vì thế mà nếu chúng tôi quay với 48 fps chúng tôi chỉ cần tăng tốc độ các cảnh quay lên 10 lần để đi với tốc độ 300 km như yêu cầu."
Samurai Bạc, được tạo bởi Weta Digital, dựa trên một hình mẫu mà đã được in 3D và được sơn bọc chrome sử dụng điện. Diễn viên đóng thế Shane Rangi, phải mặc một bộ đồ chụp chuyển động, diễn trên tấm sàn và quay với vai diễn Samurai Bạc. Màn biểu diễn của Rangi sau đó được sử dụng để tạo hiệu ứng kĩ thuật số cho nhân vật. Hill nói rằng thử thách lớn nhất chính là tạo nên bề mặt phản chiếu kĩ thuật cao cho Samurai Bạc, "Anh ta được bọc chrome. Chúng tôi lo rằng anh ta quá kĩ xảo và hơn thế rất khó để anh ta trông trở nên vững chắc và chân thật, không giống trông như bề mặt gương."
Phần nguyên gốc của bộ phim dài 2 tiếng 35 phút. Đoạn giữa của phần chạy chữ cuối phim được viết bởi Simon Kinberg và quay bởi nhóm ê kíp phim X-Men: Days of Future Past, mặc dù Mangold đạo diễn cảnh này.

## Nhạc phim
Vào tháng 11 năm 2012, Marco Beltrami, người trước đây cộng tác với đạo diễn James Mangold, tuyên bố rằng ông đã ký hợp đồng viết nhạc phim cho bộ phim Wolverine. Như cách làm phim đen của Mangold và cảm hứng của cách làm phim Spaghetti Western áp dụng vào bộ phim này, Beltrami giải thích rằng, "Tôi nghĩ rằng mỗi bộ phim tôi làm dù có thuộc kiểu này hay không thì chắc chắc kiểu phim spaghetti western luôn ảnh hưởng tới nhạc phim của tôi trong suốt bộ phim và tôi chắc rằng có ảnh hưởng tới công việc của tôi nữa. Tôi không nói rằng sẽ có một bộ phim đặc biệt ảnh hưởng tới tôi nhiều hơn các thứ khác. Chẳng có một thứ gì mà tôi cố bắt chước nó." Với những âm thanh kết hợp với vị trí của bộ phim, Beltrami nói rằng, "Tôi nghĩ rằng điều cuối cùng mà Jim [Mangold] và tôi muốn làm là nhạc Nhật kết hợp với phố Nhật. Nó có tham khảo; và tôi biết dùng nhạc cụ Nhật [nhưng] không hẳn theo lối truyền thống." Nhạc phim được trình diễn bởi tập hợp 85 nghệ sĩ của Hollywood Studio Symphony tại sân khấu Newman Scoring của 20th Century Fox.
| Đánh giá chuyên môn | Đánh giá chuyên môn  |
| Nguồn đánh giá      | Nguồn đánh giá       |
| Nguồn               | Đánh giá             |
| ------------------- | -------------------- |
| AllMusic            |                      |
| AVForums            | (highly recommended) |
| Filmtracks          |                      |
| SoundtrackGeek      | (82.7/100)           |

Track listing
Tất cả nhạc phẩm được soạn bởi Marco Beltrami.
| STT | Nhan đề                  | Thời lượng |
| --- | ------------------------ | ---------- |
| 1.  | "A Walk in the Woods"    | 1:02       |
| 2.  | "Threnody for Nagasaki"  | 1:15       |
| 3.  | "Euthanasia"             | 1:36       |
| 4.  | "Logan's Run"            | 3:56       |
| 5.  | "The Offer"              | 3:15       |
| 6.  | "Arriving at the Temple" | 2:10       |
| 7.  | "Funeral Fight"          | 4:22       |
| 8.  | "Two Handed"             | 4:04       |
| 9.  | "Bullet Train"           | 1:31       |
| 10. | "The Snare"              | 1:32       |
| 11. | "Abduction"              | 2:11       |
| 12. | "Trusting"               | 1:54       |
| 13. | "Ninja Quiet"            | 3:40       |
| 14. | "Kantana Surgery"        | 3:50       |
| 15. | "The Wolverine"          | 2:21       |
| 16. | "The Hidden Fortress"    | 5:02       |
| 17. | "Silver Samurai"         | 3:27       |
| 18. | "Sword of Vengeance"     | 4:32       |
| 19. | "Dreams"                 | 1:21       |
| 20. | "Goodbye Mariko"         | 1:01       |
| 21. | "Where To?"              | 2:25       |
| 22. | "Whole Step Haiku"       | 2:08       |

iTunes bonus track
| STT | Nhan đề | Thời lượng |
| --- | ------- | ---------- |
| 23. | "Yukio" | 1:49       |

## Phát hành
Wolverine được phát hành tại rạp 2D và 3D theaters vào ngày 14 tháng 7 năm 2013, trên nhiều thị trường quốc tế vào ngày 2 tháng 7 năm 2013 tại Úc, và vào ngày 26 tháng 6 năm 2013 tại Anh. Bộ phim có tựa đề: "Wolverine: sự bất tử" tại Brazil và thị trường các nước nói tiếng Tây Ban Nha. Bộ phim ra mắt tại Nhật Bản vào ngày 13 tháng 9 năm 2013 với tựa đề Wolverine: Samurai (ウルヴァリン: SAMURAI Uruvarin Samurai).

### Thị trường

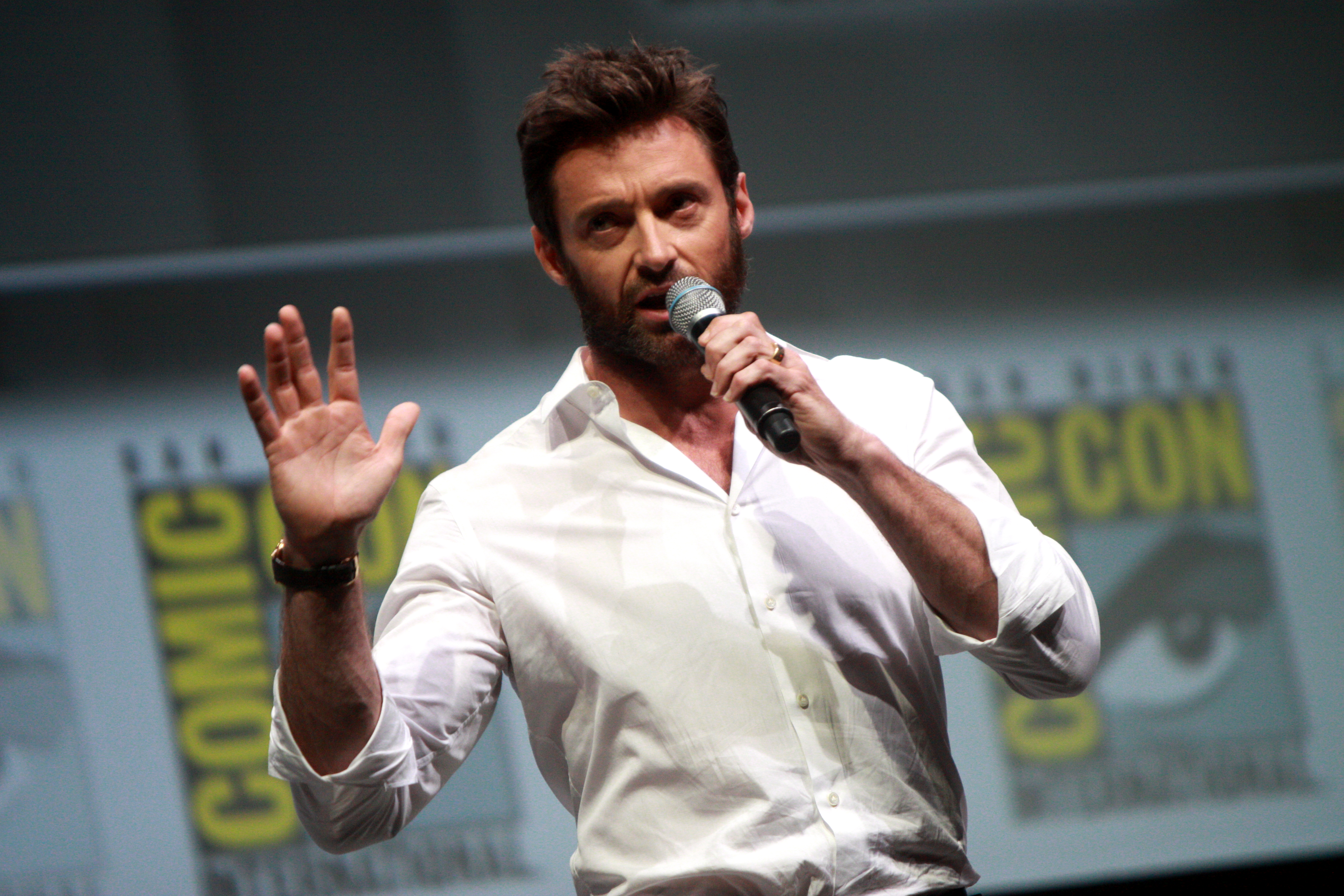
Hugh Jackman tại dịp San Diego Comic-Con International năm 2013, quảng bá phim Wolverine.

Ngày 29 tháng 10 năm 2012, đạo diễn James Mangold và Jackman chủ trì một cuộc trò chuyện trực tuyến từ phim trường của bộ phim. Cuộc trò chuyện diễn ra tại website chính thức và tài khoản YouTube chính thức của bộ phim.
Trailer đầu tiên tại Mĩ và toàn thế giới của Wolverine được phát hành vào ngày 27 tháng 3 năm 2013. Báo Empire nói rằng "Đó là tất cả những thứ khuyến khích từ đạo diễn James Mangold, một người chắc chắn không hề ngại véo vặn những chất liệu ban đầu để thêm vào cái kết của chính ông ta." Trailer này sau đó gắn liền với G.I. Joe: Retaliation. Trailer thứ hai tại Mĩ được phát hành vào ngày 18 tháng 4 năm 2013 và được in ra tại CinemaCon ở Las Vegas, Nevada.
Trailer thứ 3 tại Mĩ được phát hành vào ngày 21 tháng 5 năm 2013 và sau đó vào ngày 13 tháng 6 năm 2013, trailer quốc tế được phát hành.
Vào ngày 20 tháng 7 năm 2013, hãng 20th Century Fox ra mắt phim Wolverine cùng với Dawn of the Planet of the Apes và X-Men: Days of Future Past tới dịp San Diego Comic-Con năm 2013 với Jackman và Mangold cũng có mặt để giới thiệu cảnh mới của bộ phim.
Hãng 20th Century Fox hợp tác với hãng xe Audi để quảng bá phim của họ cùng với loạt xe thể thao Audi R8 và xe mô tô Ducati. Ngoài ra họ còn hợp tác với hãng kẹo cao su không đường loại 5 và một nhà hàng ăn uống bình dân của công ty Red Robin.

### Giải trí tại gia
Phim Wolverine được phát hành ra DVD, Blu-ray, và Blu-ray 3D vào ngày 3 tháng 12 năm 2013. Bộ Blu-ray có tính năng độc quyền unrated cho phép người xem xem lại những đoạn đã cắt đi của phim, được gọi là "Unleashed Extended Edition". Phiên bản này của bộ phim được in ra đầu tiên tại 20th Century Fox Studios vào ngày 19 tháng 11 năm 2013. Nó gồm có 12 phút thêm, chủ yếu là đoạn thêm của cảnh hành động giữa ninja của Harada trong phần đầu của phim cũng như các cảnh quay tương tác nhân vật. Đài BBFC cho phép phim chạy 132phút 22giây, chỉ dài hơn 6phút so với phim chính thức.

## Phản hồi

### Doanh thu phòng vé
Cùng với sự tiến bộ trong phản hồi của các nhà chuyên môn Along with the improvements in critical reception, phim The Wolverine đã vượt qua cả Origins về doanh thu phòng vé. Bộ phim ngừng chiếu ở rạp vào ngày 5 tháng 12 năm 2013, mang về 132,556,852 đô ở Bắc Mĩ; 282,271,394 đô ở các thị trường khác, còn tổng doanh thu mang về 414,828,246 đô. Trong những tuần đầu tiên bộ phim đã mang về 139.6 triệu đô. Khi so sánh với các phim khác trong bộ X-Men, phim Wolverine đã thu về kết quả thành công về doanh thu phòng vé. Trong khi tổng doanh thu trong nước lớn hơn chi phí, bộ phim vẫn mang về ít hơn 5 tập phim X-Men khác, với tổng doanh thu phòng vé trong nước của nó là ít hơn mức trung bình của series X-Men khoảng 45.100.000 đô. Tuy nhiên, tổng số doanh thu nước ngoài ở hiện đang vượt quá mức trung bình của doanh thu series X-Men khoảng 75.700.000 đô và nhiều hơn đáng kể so với bất kỳ bộ phim X-Men khác. Với tổng số thu nhập trên toàn thế giới khoảng 414.800.000 đô, phim  Wolverine là bộ phim có doanh thu cao thứ hai của thương hiệu.
Ngoài Bắc Mĩ
Bộ phim đứng đầu về doanh thu phòng vé với thu nhập 86.5 đô ngay trong tuần đầu tiên phát hành trên 100 nước. Bộ phim đạt được khởi đầu thuận lợi nhất trong series X-Men, vượt qua cả X-Men: The Last Stand's $76.2 triệu khởi điểm.
Nam Mĩ
Ở Nam Mĩ, bộ phim đã đứng đầu doanh thu phòng vé ngay trong ngày mở đầu với 20.7 triệu, với 4 triệu từ chương trình truyền hình thứ 5 đêm khuya. Nó giữ vị trí đầu bảng trong tuần đầu tiên, với 53,113,752 đô,đó là khởi điểm thấp nhất của series X-Men.

### Phản hồi chuyên môn
Phim Wolverine nói chung là có phản hồi tích cực từ nhà chuyên môn. Bộ phim đạt được 60% tại báo Metacritic, dựa trên 43 đánh giá. Cuộc bầu cử củaCinemaScore báo rằng số điểm trung bình từ người xem đánh giá bộ phim là "A-".
Richard Roeper đánh giá bộ phim điểm "B+", khen ngợi rằng màn trình diễn của Jackman's "mạnh mẽ, cứng rắn" và " có lối diễn nghiêm túc, có gì đó hơi đen tối." Christy Lemire, người viết cho website của Roger Ebert, nói rằng bộ phim "có nhiều cảnh hành động hồi hộp, hấp dẫn, sản xuất tinh tế, thiết kế trang phục và nhân vật đầy màu sắc, có nhiều nhân vật mạnh hơn những nhân vật khác." Nhà phê bình phim của Tạp chí Variety Peter Debruge gọi bộ phim là "một sự lạc đề tồn tại với tính giải trí và khá ngạc nhiên so với việc khai thác series phim X-Men của anh. Mặc dù Wolvie đã trải qua một thế giới mệt mỏi và chiến tranh ác liệt, Jackman giờ đang trên đỉnh cao, đang nắm bắt cơ hội để kiểm tra cực thể chất và cảm xúc của nhân vật. Người hâm mộ có thể ưa hành động của nhân vật hay nhiều hiệu ứng hơn, nhưng Mangold làm tốt hơn thế, anh phục hồi tâm hồn nhân vật, người có khả năng bất tử nhưng chính điều đó khiến nhân vật trở nên mệt mỏi." James Buchanan từ TV Guide.com cho bộ phim 3 trên 4 sao, gọi nó là "một sự thích nghi hiếm hoi của bộ phim được chuyển thể từ truyện mà không hy sinh bất kì một lợi ích nào cho những hành động ly kì" IGN ca ngợi bộ phioim và đánh giá nó ở điểm 8.5 trên 10 và khẳng định rằng "Wolverine là một chuyến phiêu lưu đơn độc cho những nhân vật kinh điển mà gợi nhắc chúng ta rằng có nhiều thể loại phim này hơn.... Câu chuyện vẽ nên một bực chân dung sâu sắc và hấp dẫn về Logan, một nhân vật ám rằng Jackman vẫn có thể đóng thậm chí đến vài năm." 
The Guardian tuy nhiên lại lên án bộ phim, đánh giá nó 2 sao trên 5 sao và nói rằng, "Đây là lần thứ 6 Hugh Jackman trở nên nổi bật và trang phục cũng đã rất quen thuộc, hơn nữa cốt truyện lại quá phức tạp và những pha hành động thì quá đơn giản và nhạt nhẽo." Báo Daily News cũng có một cái nhìn tương tự, nói rằng "Hugh Jackman có vai trò của một siêu anh hùng bất tử quá lỗi thời, nhưng tất cả những gì còn lại thì vẫn như thế không làm mới và nhạt nhẽo."

### Giải thưởng
| Năm      | Giải thưởng                            | Hạng mục                                                                  | Người nhận/Người được đề cử                       | Kết quả | Chú thích |
| -------- | -------------------------------------- | ------------------------------------------------------------------------- | ------------------------------------------------- | ------- | --------- |
| Năm 2013 | Giải phim Hollywood                    | Giải phim Hollywood                                                       | James Mangold                                     | Đề cử   | [ 111 ]   |
| Năm 2014 | Giải thưởng phim do khán giả bình chọn | Phim hành động được yêu thích nhất                                        | Wolverine                                         | Đề cử   | [ 112 ]   |
| Năm 2014 | Giải thưởng phim do khán giả bình chọn | Nam diễn viên yêu thích nhất                                              | Hugh Jackman (cũng được đề cử cho phim Prisoners) | Đề cử   | [ 112 ]   |
| Năm 2014 | Giải nam diễn viên chính xuất sắc      | Màn trình diễn ấn tượng của diễn viên đóng thế trong những cảnh hành động | Wolverine                                         | Đề cử   | [ 113 ]   |
| Năm 2014 | Giải do thiếu nhi bình chọn            | Nam diễn viên anh hùng yêu thích                                          | Hugh Jackman                                      | Đề cử   | [ 114 ]   |
| Năm 2014 | Giải Saturn                            | Bộ phim hành động chuyển thể từ truyện                                    | Wolverine                                         | Đề cử   | [ 115 ]   |

## Phần tiếp theo
Tháng 10 năm 2013, có thông báo rằng hãng 20th Century Fox sẽ bắt đầu bàn với cả Jackman và Mangold để làm thêm phần thứ ba của phim Wolverine. Mangold sẽ viết kịch bản cho bộ phim, với Lauren Shuler Donner quay lại để sản xuất, và nói rằng phần phim tiếp theo sẽ được lấy cảm hứng từ bất kì mẩu chuyện Wolverine nào trong tập truyện tranh. Vào ngày 20 tháng 3 năm 2014, Fox thông báo rằng phần tiếp theo của bộ phim sẽ được phát hành vào ngày 3 tháng 3 năm 2017. Ngay ngày sau đó, Deadline thông báo rằng David James Kelly sẽ viết kịch bản và cũng tuyên bố Jackman sẽ tiếp tục vai diễn Wolverine.